# Rassudowo (przystanek kolejowy)
Rassudowo (ros. Рассудово) – przystanek kolejowy w miejscowości Moskwa, w Rosji. Położony jest na linii Moskwa – Briańsk – Kijów.